# Station Mokrzyca
Station Mokrzyca was een spoorwegstation in Mokrzyca in de Poolse gemeente Ustka.